# Pigmeat Markham
Pigmeat Markham (18 de abril de 1904 – 13 de diciembre de 1981) fue un artista estadounidense de variedades. Principalmente conocido como humorista, Markham fue también cantante, bailarín y actor. Su apodo se derivaba de un número teatral en el cual él mismo se presentaba como "Sweet Poppa Pigmeat". En algunas producciones aparecía bajo el nombre de Pigmeat "Alamo" Markham.

## Biografía

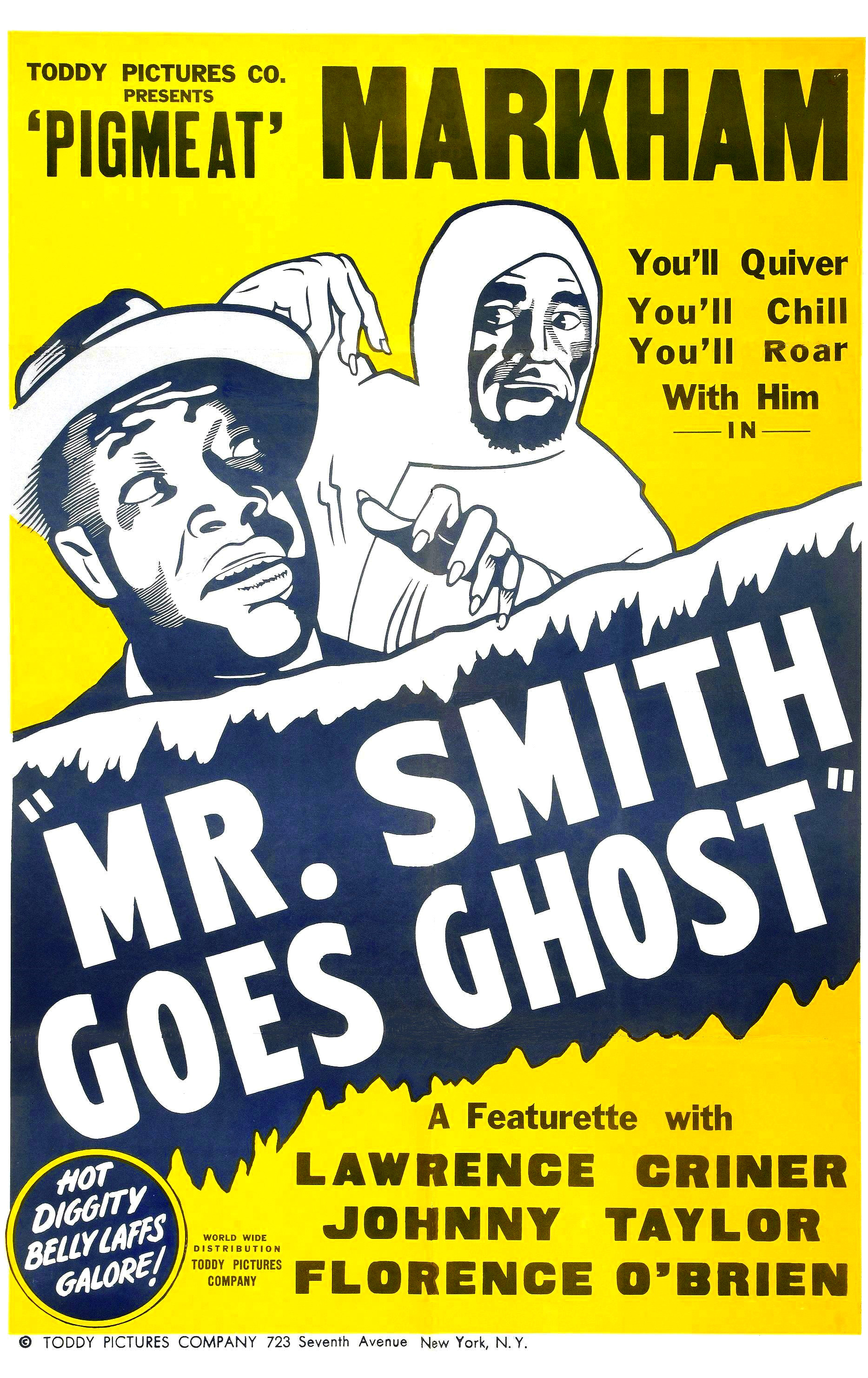
Póster del corto de 1940 Mr. Smith Goes Ghost

Su verdadero nombre era Dewey Markham, y nació en Durham, Carolina del Norte. Markham empezó su carrera como músico actuando en shows itinerantes de género burlesque. Durante un tiempo en los años 1920 fue miembro de la Bessie Smith's Traveling Revue. Más adelante afirmaba haber originado el baile Truckin' , que tuvo fama nacional a principios de los años 1930. En la siguiente década hizo algunas actuaciones para el cine, y en 1946 grabó la canción "Open the Door, Richard".
Markham tenía un conocido número en el neoyorquino Teatro Apollo, donde se pintaba la cara de negro y los labios de blanco, a pesar de las acusaciones de que dicha tradición vodevilesca era degradante. A partir de la década de 1950, Pigmeat Markham empezó a actuar en la televisión, con múltiples intervenciones en The Ed Sullivan Show.
Su característica y burlona frase "heyeah (here) come da judge" se convirtió en su número de presentación. Markham se sentaba en un banco judicial elevado, a menudo con toga y birrete, y se ocupaba de una serie de malhechores cómicos. En los años 1960 grabó para Chess Records algunos de sus números, y su frase de presentación fue el eslogan del show televisivo de la NBC Rowan & Martin's Laugh-In NBC.
El número más famoso de Markham no fue "descubierto" por el público general hasta después de haber participado Sammy Davis, Jr. el 25 de marzo de 1968 en un episodio de Laugh-In haciendo una imitación del mismo. A causa de la segregación racial en el mundo del espectáculo, el artista no fue muy conocido por el público blanco, y tuvo que actuar casi exclusivamente en el Chitlin' Circuit, además de participar en varias películas para audiencia negra, entre ellas la cinta de William D. Alexander Burlesque in Harlem (1949).
La actuación de Davis facilitó a Markham interpretar al Juez como artista regular en la temporada televisiva de Laugh-In emitida en 1968–69. Archie Campbell adaptó más adelante el número de Markham, actuando como "Justus O'Peace" en la versión country de Laugh-In, Hee Haw, la cual bebía de la tradición de los espectáculos de género minstrel.
Gracias a su número Heyeah come da judge, que en su origen se acompañaba de música funk, Pigmeat Markham es visto como un prescursor del rap. Su canción "Here Comes the Judge" alcanzó el puesto 19 en la lista de éxitos Billboard Hot 100 en 1968. Publicó una autobiografía, Here Come the Judge!, a raíz de su éxito en Laugh-In.

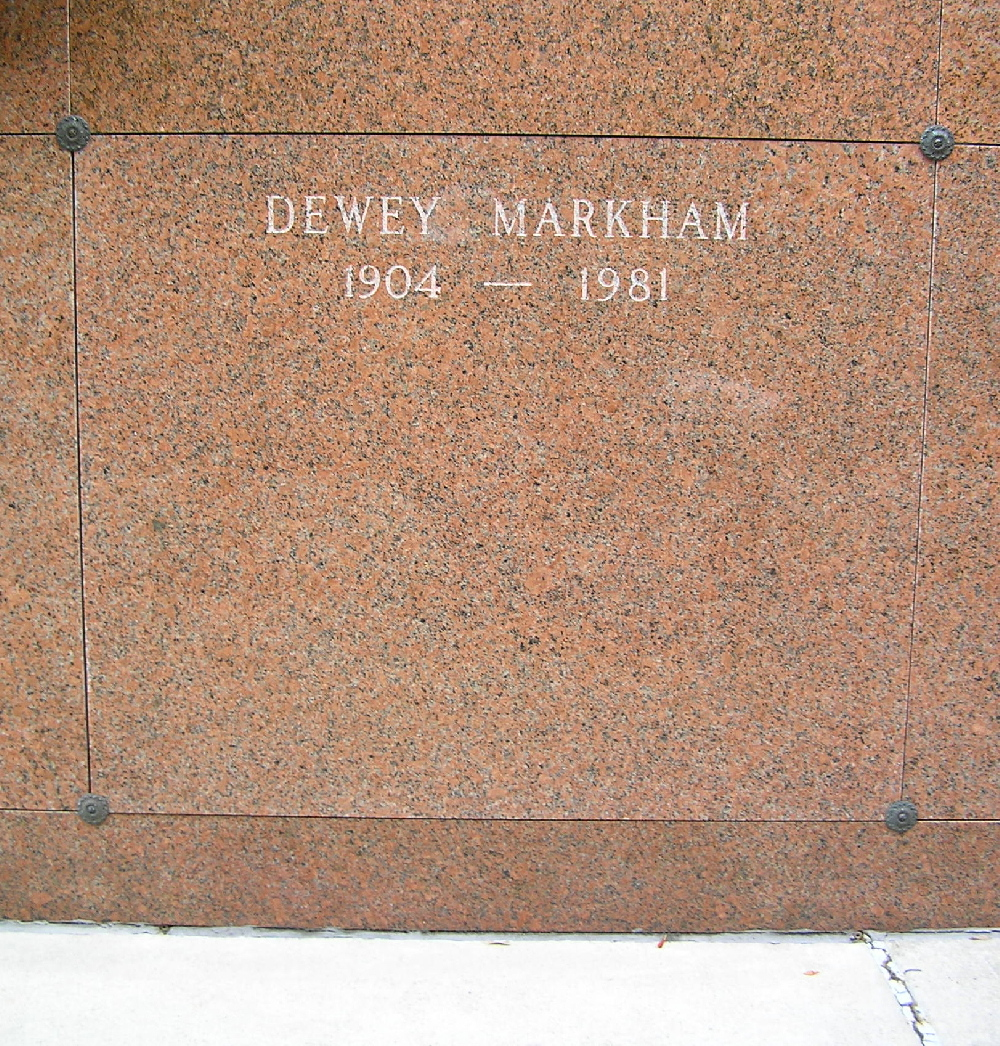
La cripta de Dewey Markham en el Cementerio Woodlawn, en El Bronx, Nueva York

Pigmeat Markham falleció a causa de una accidente cerebrovascular en el Montefiore Medical Center de El Bronx en 1981, a los 77 años de edad. Fue enterrado en el Cementerio Woodlawn de El Bronx, Nueva York.

## Discografía

### Álbumes
- 1961 : At the Party
- 1961 : The Trial
- 1962 : Anything Goes with Pigmeat
- 1963 : Open the Door Richard
- 1963 : The World's Greatest Clown
- 1964 : The Best of Moms and Pigmeat Volume One (con Moms Mabley)
- 1965 : Mr. Funny Man
- 1965 : This'll Kill Ya!
- 1966 : One More Time... (con Moms Mabley)
- 1966 : If You Can't Be Good, Be Careful!
- 1967 : Mr. Vaudeville
- 1967 : Save Your Soul, Baby!
- 1968 : Here Come the Judge
- 1968 : Tune Me In
- 1968 : The Hustlers
- 1968 : Backstage
- 1968 : Pigmeat's Bag
- 1972 : The Crap-Shootin' Rev
- 1973 : Would the Real Pigmeat Markham Please Sit Down

### Singles
- 1945 : "How Long, How Long Blues"
- 1945 : "Blues Before Sunrise"
- 1946 : "See See Rider"
- 1961 : "My Wife? No, I Ain't Seen Her"
- 1968 : "Here Comes the Judge"
- 1968 : "Sock It to 'Em Judge"
- 1969 : "Pig's Popcorn"